# NGC 5903
NGC 5903 este o galaxie eliptică situată în constelația Balanța. A fost descoperită în 21 mai 1784 de către William Herschel. Se află la o distanță de 34,51 de megaparseci de Pământ.